# شیوه‌نامه شیکاگو
شیوه‌نامهٔ شیکاگو (به انگلیسی: The Chicago Manual of Style، اختصار: CMOS, CMS)، که به شیکاگو (به انگلیسی: Chicago) نیز معروف است، شیوه‌نامه‌ای برای نوشتن است که در علوم انسانی بسیار پرکاربرد است. این شیوه‌نامه را دانشگاه شیکاگو در دو قالبِ برخط و کتاب چاپی ارائه می‌دهد. ویراستِ هفدهم (۲۰۱۷)، نسخهٔ کنونی آن است که در سه بخش تنظیم شده‌است. در بخش اول به فرایند انتشار، در بخش دوم به شیوه‌ها و کاربردها، و در بخش آخر به نمایه‌ها و چگونگی ارجاع به منابع می‌پردازد. یادکرد منابع طبق این شیوه‌نامه به یکی از دو روشِ «نویسنده-تاریخ» یا «پانویس/پاورقی-کتاب‌شناسی» انجام می‌شود. هنگامی که به جزئیات روش یادکرد در شیوه‌نامهٔ شیکاگو اشاره نشود، معمولاً منظور روش دوم، یعنی پانویس-کتاب‌شناسی است.
در اسلوب پانویس-کتاب‌شناسی، یادکرد منابع در پانویس است و پانویس‌ها با شماره مشخص می‌شود. می‌توان در پایانِ رساله، فهرستی الفبایی از مآخذ ذکر کرد (بخش «کتاب‌شناسی»)؛ اما اجباری نیست؛ به‌شرطی که یادکرد منابع در پانویس‌ها کامل و دقیق باشد. از سوی دیگر، می‌توان در یادکرد منابع از کوته‌نوشت‌ها و خلاصه‌نویسی بهره برد. در این صورت، ذکر کاملِ فهرست منابع و مآخذ اجباری‌ست.
در اسلوب دیگر (نویسنده-تاریخ)، یادکرد منابع در متن اصلیِ نوشتار و داخل پرانتز است و به‌طور عادی به نام نویسنده و سال چاپِ اثر اشارت می‌رود. نمونه:
زبان فارسی از زبان‌های هندواروپایی‌ست (خانلری ۱۳۶۰).

در پایان نوشتار، فهرست «آثار یادکرده» یا «مراجع» آورده می‌شود.

## نگارخانه

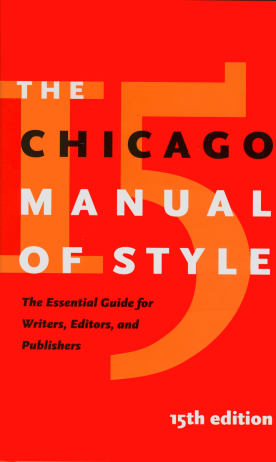
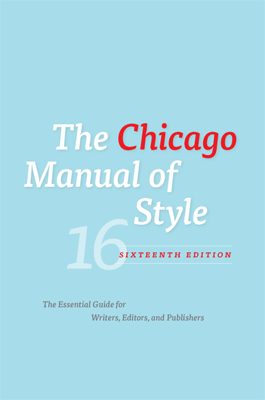
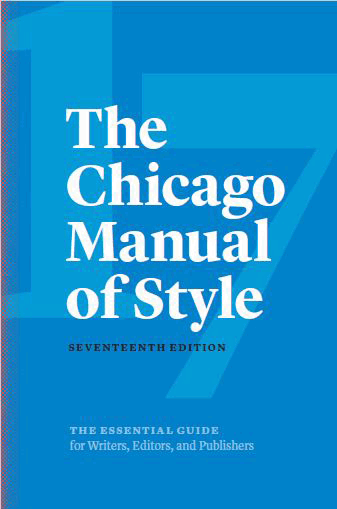

## ویراست‌های شیوه‌نامه
- ویراست نخست، ۱۹۰۶
- ویراست دوم، ۱۹۱۰
- ویراست سوم، ۱۹۱۱
- ویراست چهارم، ۱۹۱۴
- ویراست پنجم، ۱۹۱۷
- ویراست ششم، ۱۹۱۹
- ویراست هفتم، ۱۹۲۰
- ویراست هشتم، ۱۹۲۵
- ویراست نهم، ۱۹۲۷
- ویراست دهم، ۱۹۳۷
- ویراست یازدهم، ۱۹۴۹
- ویراست دوازدهم، ۱۹۶۹
- ویراست سیزدهم، ۱۹۸۲
- ویراست چهاردهم، ۱۹۹۳
- ویراست پانزدهم، ۲۰۰۳
- ویراست شانزدهم، ۲۰۱۰
- ویراست هفدهم، ۲۰۱۷